# Liang Pi
 (avril 2019).

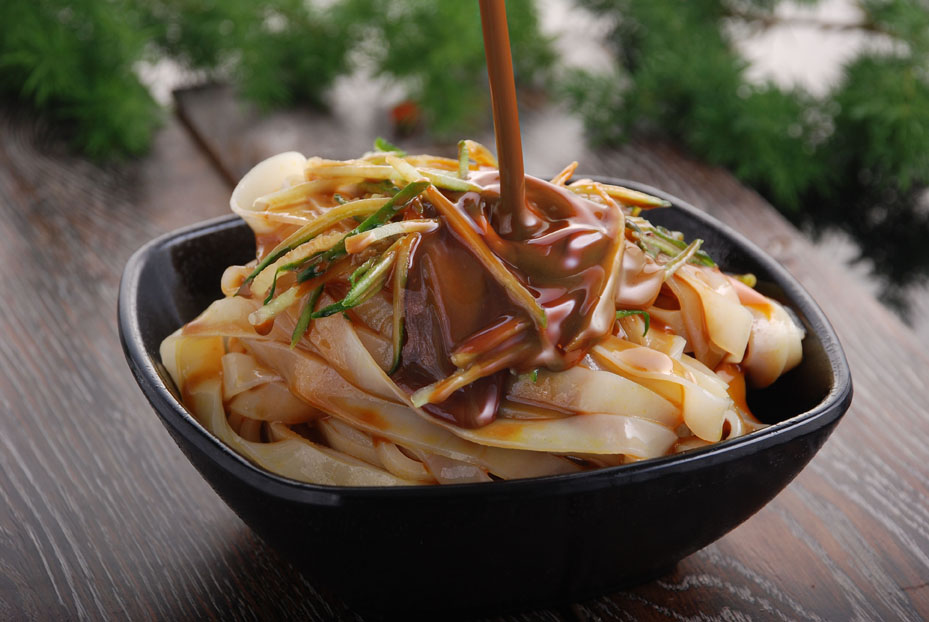

Le Liang Pi (chinois : 凉皮 ; pinyin : liángpí) est un plat chinois préparé à base de farine de riz ou de blé, originaire de la province de Shaanxi.